# Ercheia multilinea
Ercheia multilinea là một loài bướm đêm thuộc họ Noctuidae. Nó được tìm thấy ở Sundaland, Philippines, Sulawesi và Seram.